# Leah Gibson

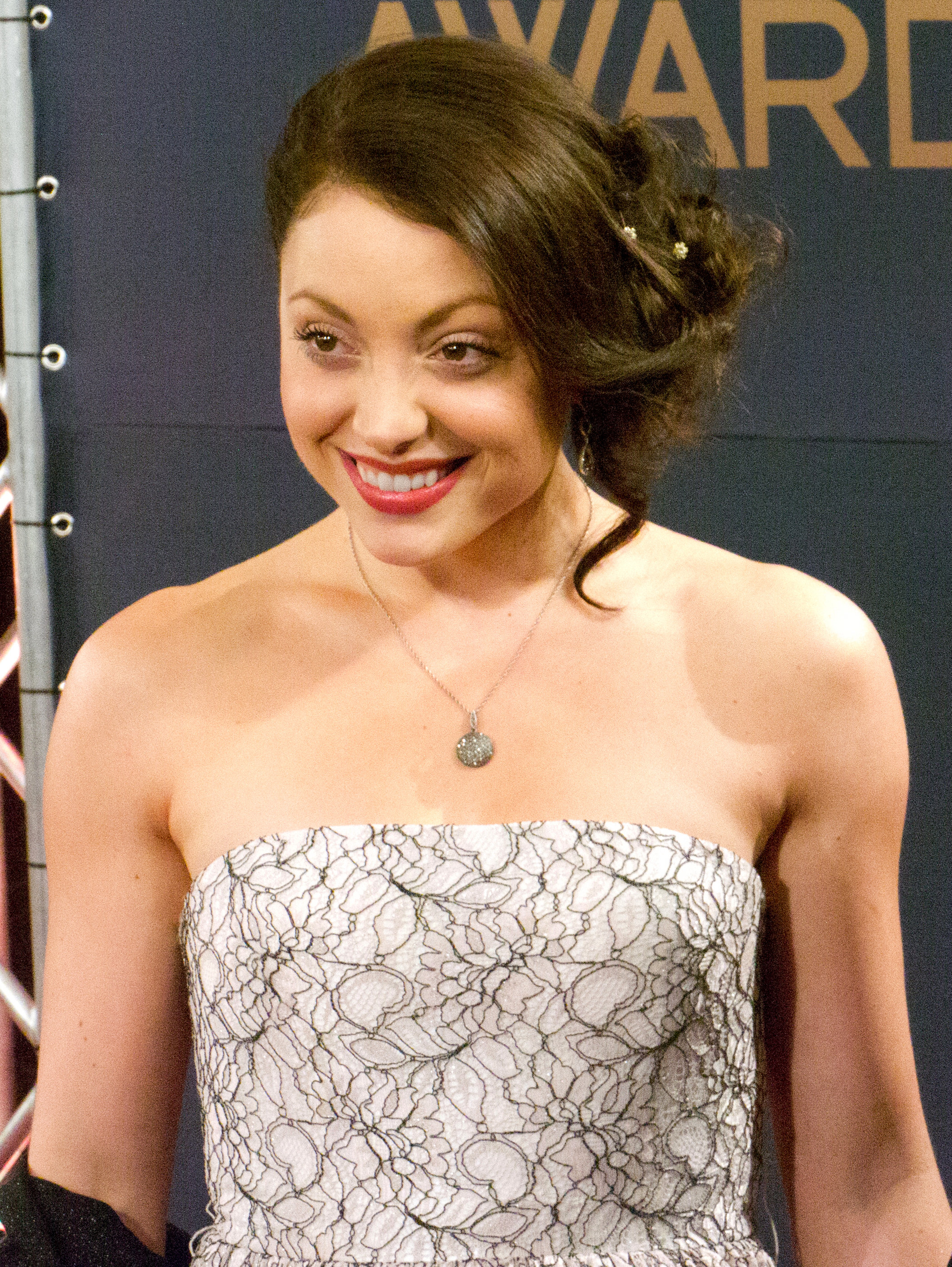
Leah Gibson bei den Genie Awards (2012)

Leah Diane Gibson (* 3. Januar 1985 in Victoria, British Columbia) ist eine kanadische Schauspielerin.

## Leben und Karriere
Leah Gibson wurde in Victoria, der Hauptstadt der kanadischen Provinz British Columbia, als Zwillingstochter geboren. Bereits im Alter von vier Jahren begann sie professionell zu Tanzen, bevor sie später auch in Ballett und Formen des Jazz ausgebildet wurde. Sie besuchte eine High School mit künstlerischem Profil. Nach dem Abschluss studierte sie Psychologie an der University of Victoria. Noch während der Studienzeit wurde sie für ihre erste professionelle Theaterrolle besetzt und brach in der Folge auch das Studium ab. Nachdem kurze Zeit später das nötige Geld für die Tour fehlte, zog Gibson nach Vancouver, um sich auf ihre Schauspielkarriere fokussieren zu können.
Gibson gab ihr Schauspieldebüt vor der Kamera im Jahr 2007 in einer Episode der Serie Psych. Schon kurz darauf, konnte sie in einigen Filmproduktionen mitwirken, darunter Odysseus & the Isle of Mists, Watchmen – Die Wächter, in der Hauptrolle der Amy Singer in The Cycle, in Happy to be Here oder als Nettie in Eclipse – Biss zum Abendrot. Auch in Planet der Affen: Prevolution aus dem Jahr 2011 spielte sie eine kleine Nebenrolle.
Ihre Serien-Gastauftritte nach Psych umfassen etwa Caprica, Supernatural, Soldiers of the Apocalypse, Once Upon a Time in Wonderland, Motive, IZombie, The 100 oder The Arrangement.
2009 war Gibson in der Rolle der Hannah wiederkehrend in der Miniserie Riese: Kingdom Falling zu sehen. Von 2012 bis 2013 folgte eine Seriennebenrolle als Candi Lussier in Arctic Air. Von 2013 bis 2014 war sie als Cathy Laszlo in der Serie Rogue zu sehen. Weitere Nebenrolle folgten in The Returned und Shut Eye. 2018 übernahm sie als Inez Green eine große Rolle in der zweiten Staffel der Netflix-Serie Marvel’s Jessica Jones. 2020 übernahm sie als Tamara eine Nebenrolle in der zweiten Staffel der Serie Manifest.

## Filmografie (Auswahl)
- 2007: Psych (Fernsehserie, Episode 2x08)
- 2007: Second Sight – Das zweite Gesicht (Second Sight, Fernsehfilm)
- 2007: Tin Man (Mini-Serie, 3 Episoden)
- 2008: Odysseus & the Isle of Mists
- 2009: Watchmen – Die Wächter (Watchmen)
- 2009: The Cycle
- 2009: Riese: Kingdom Falling (Riese, Mini-Serie, 3 Episoden)
- 2009: Happy to Be Here
- 2010: Caprica (Fernsehserie, 3 Episoden)
- 2010: The Metal Box (Kurzfilm)
- 2010: Supernatural (Fernsehserie, Episode 5x21)
- 2010: Eclipse – Biss zum Abendrot (The Twilight Saga: Eclipse)
- 2010: A Night of Dying Tigers
- 2011: He Loves Me (Fernsehfilm)
- 2011: Planet der Affen: Prevolution (Rise of the Planet of the Apes)
- 2012: This American Housewife (Fernsehserie, Episode 1x01)
- 2012: Indie Jonesing
- 2012–2013: Arctic Air (Fernsehserie, 5 Episoden)
- 2013: Soldiers of the Apocalypse (Fernsehserie, Episode 1x01)
- 2013: Eve of Destruction (Mini-Serie, 2 Episoden)
- 2013: The True Heroines (Fernsehserie, 2 Episoden)
- 2013: Crook
- 2013–2014: Rogue (Fernsehserie, 11 Episoden)
- 2014: Once Upon a Time in Wonderland (Fernsehserie, 2 Episoden)
- 2014: Signed, Sealed, Delivered (Fernsehserie, Episode 1x07)
- 2014: What an Idiot
- 2014: Girlfriends’ Guide to Divorce (Fernsehserie, Episode 1x02)
- 2015: Motive (Fernsehserie, Episode 3x01)
- 2015: Seeds of Yesterday (Fernsehfilm)
- 2015: The Returned (Fernsehserie, 5 Episoden)
- 2015: IZombie (Fernsehserie, Episode 1x11)
- 2016: The 100 (Fernsehserie, 2 Episoden)
- 2016: Lost Solace
- 2016: Ms. Matched (Fernsehfilm)
- 2016–2017: Shut Eye (Fernsehserie, 6 Episoden)
- 2017: The Arrangement (Fernsehserie, Episode 1x04)
- 2017: Gutshot
- 2018: Marvel’s Jessica Jones (Fernsehserie, 8 Episoden)
- 2018: Secret Lies (Fernsehserie, 8 Episoden)
- 2020: Manifest (Fernsehserie, 6 Episoden)
- 2021: Batwoman (Fernsehserie, 5 Episoden)
- 2021–2023: Joe Pickett (Fernsehserie, 6 Episoden)
- 2023: Mercy
- 2024: The Painter